# Роберто Ловаті
Роберто «Боб» Ловаті (італ. Roberto "Bob" Lovati, 20 липня 1927, Кузано-Міланіно — 30 березня 2011, Рим) — італійський футболіст, що грав на позиції воротаря, і футбольний тренер, більша частина ігрової кар'єри і вся тренерська кар'єра якого була пов'язана з римським «Лаціо».
Ім'я Лаваті носить клубна футбольна академія «Лаціо».

## Клубна кар'єра
Народився 20 липня 1927 року в місті Кузано-Міланіно. Вихованець юнацької команди «Джерлі».
Свій перший дорослий контракт уклав 1947 року з клубом «Піза». Так і не дебютувавши за основну команду цього клубу, був відданий в оренду спочатку до «Вімеркатезе», а згодом до «Монсумманезе». 
1949 року повернувся до «Пізи», за яку дебютував в іграх Серії B і де за два роки виборов конкуренцію за місце основного воротаря.
Згодом протягом 1952–1954 років грав у тому ж другому дивізіоні за «Монцу», після чого уклав контракт з римським «Лаціо», який відразу ж віддав його в оренду до «Торіно».
Отримавши перший досвід виступів у найвищому італійському дивізіоні за туринську команду і повернувшись до «Лаціо», відразу ж став основним голкіпером столичної команди. Відіграв за «Лаціо» шість сезонів, взявши участь у 135 іграх італійської першості, після чого 1961 року завершив ігрову кар'єру.

## Виступи за збірну
Навесні 1957 року провів дві гри у складі національної збірної Італії. У своєму другому матчі за національну команду пропустив шість м'ячів від югославів, після чого до неї не викликався.

## Кар'єра тренера
Завершивши ігрову кар'єру, залишився у клубній структурі «Лаціо», взявши на себе підготовку воротарів римської команди.
Протягом наступних двох десятиріч працював на різних тренерських посадах у клубі — працював з його вороторями і молодіжно/ю командою, був асистентом головного тренера, а також протягом декількох періодів очолював тренерський штаб головної команди «Лаціо».
У першій половині 1980-х перебував на адміністративних посадах в структурі римського клубу.
Помер 30 березня 2011 року на 84-му році життя в Римі.
| Дата      | Місто  | Господарі | Результат | Гості             | Турнір                             | Голи | Примітки |
| --------- | ------ | --------- | --------- | ----------------- | ---------------------------------- | ---- | -------- |
| 25-4-1957 | Рим    | Італія    | 1 – 0     | Північна Ірландія | Відбір до ЧС 1958                  | -    |          |
| 12-5-1957 | Загреб | Югославія | 6 – 1     | Італія            | Кубок Центральної Європи 1955-1960 | −6   |          |
| Усього    |        | Матчів    | 2         |                   | Голів                              | −6   |          |

## Титули і досягнення
- Володар Кубка Італії (1):

«Лаціо»: 1958